# پایگاه نیروی هوایی باراکپور
پایگاه نیروی هوایی باراکپور (به انگلیسی: Barrackpore Air Force Station) یک فرودگاه نظامی است که یک باند فرود آسفالت دارد و طول باند آن ۱۸۹۳ متر است. این فرودگاه در کشور هند قرار دارد .